# Tubre
Tubre (németül: Taufers im Münstertal, rétorománul Tuor) település Észak-Olaszországban, Bolzano autonóm megyében (Dél-Tirolban). Lakosainak száma 950 fő (2023. január 1.). Tubre Glorenza, Malles Venosta, Prato allo Stelvio, Stilfs, Scuol és Val Müstair községekkel határos.

## Népesség
A település népességének változása:
| Lakosok száma | 972  | 981  | 950  |
|               | 2017 | 2018 | 2023 |